# Noordelijke zachtstaarttoepaja
De noordelijke zachtstaarttoepaja (Dendrogale murina)  is een zoogdier uit de familie van de echte toepaja's (Tupaiidae). De wetenschappelijke naam van de soort werd voor het eerst geldig gepubliceerd door Schlegel & S. Müller in 1843.

## Voorkomen
De soort komt voor in Cambodja, Laos, Thailand en Vietnam.